# Albert Gore senior
Albert Arnold Gore, senior (ur. 26 grudnia 1907, zm. 5 grudnia 1998) – amerykański polityk, demokrata ze stanu Tennessee.
Urodził się w Granville w Tennessee jako syn farmera. Ukończył szkołę publiczną po czym studiował na uniwersytecie stanowym. Przez pewien czas pełnił funkcję inspektora ds. szkolnictwa w różnych powiatach (1932-1936). W tym samym roku, kiedy skończyła mu się kadencja inspektora został stanowym komisarzem ds. pracy (1936-1937).
Po raz pierwszy na członka Izby Reprezentantów Stanów Zjednoczonych wybrano go w roku 1938. Jego pierwszy okres zasiadania w niej przypada na lata 1939–1944, kiedy to wstąpił ochotniczo do armii.
Po powrocie z wojska ponownie zasiadł w ławach kongresowych (1945-1953), do czasu wybrania go na senatora.
W roku 1956 zasłynął tym, że jako jeden z trzech południowych demokratycznych senatorów (czyli wraz ze swoim kolegą z Tennessee Estesem Kefauverem i przyszłym prezydentem Lyndonem B. Johnsonem) odmówił podpisania tzw. Southern Manifesto, który potępiał desegregację rasową. Ale nie był zwolennikiem znaczącego rozszerzenia praw obywatelskich dla Murzynów, czemu dał wyraz głosując w roku 1964 przeciw popieranej przez prezydenta Johnsona ustawą o prawach obywatelskich. Z łatwością odnawiał swój mandat w senacie w wyborach roku 1958 i 1964.
Ale w roku 1970, ubiegając się o czwartą 6-letnią kadencję, wyszedł pokonany z walki. Kampanię jego republikańskiego kontrkandydata w tym roku wspierał osobiście wiceprezydent Spiro T. Agnew, który publicznie nazwał Gore’a szefem wschodnio-liberalnego establishmentu w Tennessee.
Syn senatora, Al Gore junior, był senatorem, kongresmenem i w latach 1993–2001 wiceprezydentem w gabinecie Billa Clintona oraz prezydenckim kandydatem demokratów w roku 2000, kiedy to wygrał w głosowaniu powszechnym przewagą ponad pół miliona głosów nad George’em W. Bushem, ale przegrał w kolegium elektorskim.